# 范祖幹
范祖干，字景先，浙江金华人，明朝人物。
早年跟从同乡许谦游学，尊崇儒家严守慎独。朱元璋到婺州时，范祖干与叶仪一同被召见。明太祖问他如何治理国家，他回答：“不出是书。”朱元璋让其解释，范祖干说，帝王王道，从养身齐家到治国天下，必须保持所有事物均齐方正、各得其所，由此才可以谈得上治理。朱元璋回答道：“圣人的大道是万世法。我自起兵以来，号令赏罚，若有不平，怎么服众。武力是用来评定祸乱，而文道则是治理天下太平。”于是对范深加礼貌，命其与叶仪为谘议，范祖干以父母年老需养，告辞还乡。
李文忠在守卫处州时，拜其为师。范祖干遵守孝道，父母年过八十方终。但是他却因家贫不能葬，乡里百姓共同理葬，悲哀之至。官方听闻此事，以其居命为“纯孝坊”，学界也称其为“纯孝先生”。

## 延伸阅读
[在维基数据编辑]
 《明史卷二百八十二》，出自《明史》